# August Siemering
August Siemering (* 8. Februar 1830 in Brandenburg; † 19. September 1883 in San Antonio (Texas)) war ein deutschamerikanischer Schriftsteller, Journalist und Zeitungsverleger. Er gilt als Vater der texanischen Presse.

## Familie
Er heiratete am 12. Juni 1859 in Gillespie County Clara Schütze (* 14. August 1843; † 12. Mai 1935), die Tochter des Einwanderers Ludwig Schütze, eines dortigen Lehrers. Das Ehepaar hatte zwei Söhne und sechs Töchter.

## Leben
Als Liberaler und Freidenker wanderte Siemering nach der Märzrevolution von 1848 als einer der so genannten Forty-Eighters nach Texas aus, wo er im Jahr 1851 eintraf. Die ersten zehn Jahre war er Lehrer an der Schule von Sisterdale, einer Siedlung des Latin Settlement und erster Lehrer an der neuen Schule in Fredericksburg (Texas). Letztere wurde 1856 vom Mainzer Adelsverein eröffnet. In Sisterdale gehörte er zur Gruppe um Ernst Kapp, Ottmar von Behr, Julius Fröbel und Edgar von Westphalen. Siemering sympathisierte mit den Republikanern und setzte sich gegen die Sklaverei ein – besonders engagiert auf dem „Staats-Sängerfest“ von 1854 in San Antonio.
Am 12. April 1854 beantragte er als 24-Jähriger im Gillespie County die Staatsbürgerschaft, die ihm allerdings erst drei Jahre später am 18. März 1857 gewährt wurde. Im Jahr 1861 trat er als First Lieutenant in die Armee der Konföderierten ein. Am 7. Mai 1862 wurde er als Second Lieutenant in Taylor's Bataillon der 1st Texas Cavalry aufgenommen. Am 4. Mai 1864 schied er dort wieder aus „wegen Kurzsichtigkeit und schwacher Konstitution“. Er konnte offenbar bei Nacht nur zwei bis drei Schritte weit sehen, weshalb ihm ein Dienstposten in der Schreibstube angeboten wurde.
Vom 12. August 1865 bis 18. August 1866 war Siemering Chief Justice am County-Court (Bezirksgericht) des Bexar County. Im Jahr 1865 gründete Siemering auch die deutschsprachige Wochenzeitung San Antonio Freie Presse für Texas, die sich zur führenden republikanischen Zeitung der Südstaaten entwickeln sollte und noch heute als San Antonio Express-News besteht. Herausragend waren seine Kommentare und Sonntagsbetrachtungen, die heute zu den Klassikern der deutsch-amerikanischen Literatur gezählt werden. Er arbeitete auch mit dem San Antonio Express zusammen und schrieb Artikel für andere Zeitungen. Außerdem verfasste er einige Novellen und Artikel, die seine neue Heimat Texas in Deutschland bekannt machen sollten. Im Alter hatte er noch begonnen, eine Zusammenfassung seiner texanischen Studien und Beobachtungen zu verfassen, doch blieb diese Arbeit unvollendet.
Siemering war ein Mann strenger Überzeugung, aktiv und kompetent, war als politischer Führer angesehen und bekleidete einige öffentliche Ämter. Da er ein überzeugter Republikaner im demokratischen Süden war und seine Schriften überwiegend in Deutsch geschrieben waren, wurde er allerdings gemessen an seiner Arbeit und seiner Persönlichkeit stark unterschätzt.

## Bibliographie
- San Antonio Freie Presse für Texas, Wochenzeitung, San Antonio (Texas) 1863.
- The hermit of the cavern; a novel of the early sixties abounding in dramatic situations, Naylor Printings, San Antonio (Texas) 1932.